# Чжан Пэймэн
Чжан Пэймэ́н (кит. упр. 张培萌, пиньинь Zhāng  Péiméng; 13 августа 1987) — китайский легкоатлет, серебряный призёр чемпионата мира 2015 года в эстафете 4×100 м, чемпион Азии и Азиатских игр.
Родился в 1987 году в Пекине. В 2008 году принял участие в Олимпийских играх в Пекине, но медалей не добился. В 2009 году завоевал золотую и серебряную медали чемпионата Азии. В 2012 году принял участие в Олимпийских играх в Лондоне, но вновь неудачно. В 2013 году стал бронзовым призёром Восточноазиатских игр. В 2014 году завоевал золотую медаль Азиатских игр.